# Sri Lanka op de Olympische Zomerspelen 2012
Sri Lanka nam deel aan de Olympische Zomerspelen 2012 in Londen, Verenigd Koninkrijk.

## Deelnemers en resultaten
(m) = mannen, (v) = vrouwen

### Atletiek
| Olympiër          | Onderdeel        | Resultaat | Prestatie           |
| ----------------- | ---------------- | --------- | ------------------- |
| Anuradha Cooray   | marathon (m)     | 55e       | 2:20.41             |
|                   |                  |           |                     |
| Christine Merrill | 400 m horden (v) | series    | serie 5: 57,15 (9e) |

### Badminton
| Olympiër           | Onderdeel     | Resultaat      | Prestatie                                                                                                 |
| ------------------ | ------------- | -------------- | --- |
| Niluka Karunaratne | enkelspel (m) | achtste finale | groep C: won van JPN Kenichi Tago 21-18, 21-16 1/8F: verloor van IND Parupalli Kashyap 14-21, 21-15, 9-21 |
|                    |               |                | |
| Thilini Jayasinghe | enkelspel (v) | groepsfase     | groep M: (3e) verloor van Ratchanok Inthanon 13-21, 5-21 verloor van Telma Santos 9-21, 11-21             |

### Schietsport
| Olympiër           | Onderdeel            | Resultaat | Prestatie   |
| ------------------ | -------------------- | --------- | ----------- |
| Mangala Samarakoon | 10 m luchtgeweer (m) | 45e       | 583 punten. |
| Mangala Samarakoon | 50 m kkg liggend (m) | 46e       | 586 punten. |

### Zwemmen
| Olympiër           | Onderdeel      | Resultaat | Prestatie                       |
| ------------------ | -------------- | --------- | ------------------------------- |
| Heshan Unamboowe   | 100 m rug (m)  | series    | serie 1: 57,94 (2e; 42e tijd)   |
|                    |                |           |                                 |
| Reshika Udugampola | 100 m vrij (v) | series    | serie 2: 1.04,93 (6e; 44e tijd) |

Afghanistan · Albanië · Algerije · Amerikaanse Maagdeneilanden · Amerikaans-Samoa · Andorra · Angola · Antigua en Barbuda · Argentinië · Armenië · Aruba · Australië · Azerbeidzjan · Bahama's · Bahrein · Bangladesh · Barbados · België · Belize · Benin · Bermuda · Bhutan · Bolivia · Bosnië en Herzegovina · Botswana · Brazilië · Britse Maagdeneilanden · Brunei · Bulgarije · Burkina Faso · Burundi · Cambodja · Canada · Centraal-Afrikaanse Republiek · Chili · China · Chinees Taipei · Colombia · Comoren · Congo-Brazzaville · Congo-Kinshasa · Cookeilanden · Costa Rica · Cuba · Cyprus · Denemarken · Djibouti · Dominica · Dominicaanse Republiek · Duitsland · Ecuador · Egypte · El Salvador · Equatoriaal-Guinea · Eritrea · Estland · Ethiopië · Fiji · Filipijnen · Finland · Frankrijk · Gabon · Gambia · Georgië · Ghana · Grenada · Griekenland · Groot-Brittannië · Guam · Guatemala · Guinee · Guinee‑Bissau · Guyana · Haïti · Honduras · Hongarije · Hongkong · Ierland · IJsland · India · Indonesië · Irak · Iran · Israël · Italië · Ivoorkust · Jamaica · Japan · Jemen · Jordanië · Kaaimaneilanden · Kaapverdië · Kameroen · Kazachstan · Kenia · Kirgizië · Kiribati · Koeweit · Kroatië · Laos · Lesotho · Letland · Libanon · Liberia · Libië · Liechtenstein · Litouwen · Luxemburg · Macedonië · Madagaskar · Malawi · Maldiven · Maleisië · Mali · Malta · Marshalleilanden · Marokko · Mauritanië · Mauritius · Mexico · Micronesië · Moldavië · Monaco · Mongolië · Montenegro · Mozambique · Myanmar · Namibië · Nauru · Nederland · Nepal · Nicaragua · Nieuw-Zeeland · Niger · Nigeria · Noord-Korea · Noorwegen · Oeganda · Oekraïne · Oezbekistan · Oman · Oostenrijk · Oost-Timor · Pakistan · Palau · Palestina · Panama · Papoea-Nieuw-Guinea · Paraguay · Peru · Polen · Portugal · Puerto Rico · Qatar · Roemenië · Rusland · Rwanda · Saint Kitts en Nevis · Saint Lucia · Saint Vincent en Grenadines · Salomonseilanden · Samoa · San Marino · Sao Tomé en Principe · Saoedi-Arabië · Senegal · Servië · Seychellen · Sierra Leone · Singapore · Slovenië · Slowakije · Soedan · Somalië · Spanje · Sri Lanka · Suriname · Swaziland · Syrië · Tadzjikistan · Tanzania · Thailand · Togo · Tonga · Trinidad en Tobago · Tsjaad · Tsjechië · Tunesië · Turkije · Turkmenistan · Tuvalu · Uruguay · Vanuatu · Venezuela · Verenigde Arabische Emiraten · Verenigde Staten · Vietnam · Wit-Rusland · Zambia · Zimbabwe · Zuid-Afrika · Zuid-Korea · Zweden · Zwitserland · Onafhankelijke atleten